# Amiota lacteoguttata
Amiota lacteoguttata este o specie de muște din genul Amiota, familia Drosophilidae. A fost descrisă pentru prima dată de Josef Aloizievitsch Portschinsky în anul 1891. Conform Catalogue of Life specia Amiota lacteoguttata nu are subspecii cunoscute.